# Aloconota currax
Aloconota currax är en skalbaggsart som först beskrevs av Ernst Gustav Kraatz 1856.  Aloconota currax ingår i släktet Aloconota, och familjen kortvingar. Enligt den finländska rödlistan är arten nära hotad i Finland. Arten är reproducerande i Sverige. Artens livsmiljö är sandstränder vid sötvatten.